# Kim Dae-un
Kim Dae-un (koreanisch 김대운; * 3. Mai 2003) ist eine südkoreanische Leichtathletin, die sich auf den Sprint spezialisiert hat.

## Sportliche Laufbahn
Erste internationale Erfahrungen sammelte Kim Dae-un im Jahr 2023, als sie bei den Asienmeisterschaften in Bangkok mit 11,87 s im Halbfinale im 100-Meter-Lauf ausschied. Anschließend verpasste sie bei den Asienspielen in Hangzhou mit 11,72 s den Finaleinzug. 2025 schied sie bei den Asienmeisterschaften in Gumi mit 11,77 s und 24,27 s jeweils in der Vorrunde über 100 und 200 Meter aus und belegte mit der südkoreanischen 4-mal-100-Meter-Staffel in 44,45 s den vierten Platz. 
2023 wurde Kim südkoreanische Meisterin im 100-Meter-Lauf.

## Persönliche Bestleistungen
- 100 Meter: 11,72 s (+1,3 m/s), 29. September 2023 in Hangzhou
- 200 Meter: 23,94 s (+1,1 m/s), 16. Oktober 2023 in Mokpo